# Marstein
Jo Almaas Marstein, noto semplicemente come Marstein (Kampen, 25 ottobre 2002), è un rapper norvegese, noto per la sua militanza con gli Undergrunn e per i suoi lavori da solista, che gli hanno fatto guadagnare tre Spellemannprisen.

## Biografia
Figlio della scrittrice Trude Marstein, Jo Marstein proviene dal distretto Gamle della capitale norvegese. È entrato a far parte del gruppo di successo Undergrunn nel 2017, con cui ha inciso nel corso degli anni diversi progetti, tra cui cinque album in studio, e vinto tre Spellemannprisen.
Dopo aver firmato con un contratto con la divisione nazionale della Def Jam, Marstein ha fatto il suo debutto da solista con l'LP Medici Marstein; certificato platino dalla IFPI Norge per le 20 000 unità equivalenti, è rimasto in cima alla VG-lista per due settimane e contiene la traccia di successo Frida Kahlo, numero uno per tre settimane e triplo platino.
Nel novembre 2022 è uscito l'EP Xania, a cui ha fatto seguito il tormentone estivo Sommerhus, uscito a giugno 2023, fermatosi al 2º posto della hit parade norvegese e doppio platino per le 120 000 unità distribuite. Marstein è finito in lizza per il P3 Gull all'artista dell'anno e alla canzone dell'anno con la hit sopraccitata.
Frihet i lenker, il suo secondo disco di inediti, è stato messo in commercio nell'ottobre 2024 e ha esordito direttamente al vertice della graduatoria della Verdens Gang, posizione che ha mantenuto per sei settimane non consecutive. Inoltre, ha raggiunto il 7º posto della Hitlisten e nove tracce su sedici sono comparse nella top 40 nazionale; di esse, quella più fortunata, è stata Sammen, un duetto con la danese Annika, con cui ha ottenuto una seconda entrata al numero uno in Norvegia e la sua prima numero uno in Danimarca. La canzone, certificata doppio platino dalla IFPI Norge e platino dalla IFPI Danmark per le 90 000 unità, ha guidato la classifica norvegese e danese per rispettivamente sei e tre settimane. Frihet i lenker, certificato doppio platino e promosso da una tournée musicale, ha reso Marstein l'uomo col maggior numero di nomination ricevute all'edizione annuale degli Spellemannprisen (5), venendo candidato per la canzone dell'anno con Sammen e nella categoria hip hop; alla cerimonia si è portato a casa tre riconoscimenti, tra cui lo Spellemannprisen dell'anno.

## Discografia

### Da solista

#### Album in studio
- 2022 – Medici Marstein
- 2024 – Frihet i lenker

#### EP
- 2022 – Xania

#### Singoli
- 2023 – Sommerhus
- 2023 – Sprite
- 2024 – Matrisen
- 2024 – Vis meg din verden (con Aiba)
- 2024 – Sammen (con Annika)
- 2024 – Bipolar (con Kaja Gunnufsen)
- 2025 – Paradox Freestyle

### Undergrunn
- 2020 – Firenze's Finest
- 2021 – Buketter & Ballspill
- 2022 – Undergrunn
- 2023 – Egoland
- 2025 – Memoarer

## Tournée
- 2024/25 – Frihet tour